# 錫達鎮區 (愛荷華州華盛頓縣)
錫達鎮區（英語：Cedar Township）是位於美國愛荷華州華盛頓縣的一個行政鎮區。

## 地方資料
根據2010年美國人口普查的數據，錫達鎮區的面積為85.32平方千米，當中陸地面積為85.32平方千米，而水域面積為0.00平方千米。當地共有人口288人，而人口密度為每平方千米3.38人。